# Rebecca Rolls
Rebecca Jane Rolls (* 22. August 1975 in Napier) ist eine neuseeländische ehemalige Cricketspielerin und Fußballtorhüterin. Sie war zeitweise die Nummer 2 im Tor der neuseeländischen Nationalmannschaft der Frauen.

## Karriere

### Nationalmannschaft
Rolls, die auch 107 Cricketländerspiele für Neuseeland bestritt, kam am 27. August 1994 gegen Bulgarien zu ihrem ersten Länderspiel für die neuseeländische Fußballnationalmannschaft der Frauen. In den folgenden Jahren kam sie regelmäßig zum Einsatz, wobei sie sich zumeist mit Leslie King der damaligen Nummer eins abwechselte. Bei der Fußball-Ozeanienmeisterschaft der Frauen 1994 stand sie in einem von vier Spielen im Tor, bei dem sie ohne Gegentor blieb. Da die Australierinnen drei Tore mehr schossen wurde Australien Ozeanienmeister und durfte als Ozeanienvertreter an der WM 1995 teilnehmen, Neuseeland hatte das Nachsehen. Bis Ende 1996 kam sie auf insgesamt 11 Einsätze in der Nationalmannschaft. Dann dauerte es 16 Jahre, bis sie am 1. März 2012 beim Zypern-Cup 2012 wieder eingesetzt wurde. Aber auch dann war sie nur Ersatztorhüterin von Jenny Bindon. Sie gehörte dann zwar zum Kader für das Fußballturnier bei den Olympischen Spielen in London, sie kam aber nicht zum Einsatz. Auch als Bindon, die am 13. Juni 2013 ihr letztes Länderspiel bestritt, Anfang 2014 ihr Karriereende bekannt gab, blieb sie Ersatztorhüterin hinter der nun neuen Nummer 1 Erin Nayler. Bei der Fußball-Ozeanienmeisterschaft der Frauen 2014 qualifizierte sie sich mit Neuseeland für die WM in Kanada. Rolls wurde in zwei, Nayler nur im Spiel gegen den stärksten Gegner Papua-Neuguinea eingesetzt. Beide blieben dabei ohne Gegentor, während ihre Mitspielerinnen in drei Spielen 30 Tore schossen. Am 14. Mai 2015 wurde sie von ihrem 3 Monate jüngeren Trainer als älteste neuseeländische Spielerin in den Kader für die WM 2015 berufen. Nur die US-Amerikanerin Christie Rampone war noch etwas älter. Auch für die Olympischen Spiele 2016 wurde sie nominiert und war die älteste Teilnehmerin des Fußballturniers, wurde aber nicht eingesetzt.

## Erfolge
- Ozeanienmeister 2014